# قطة شرودنغر

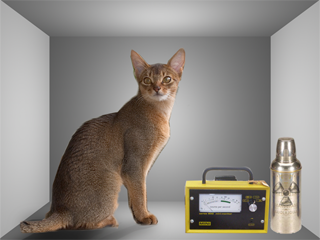
قطة شرودنغر: هي تجربة ذهنية قدمها إرفين شرودنغر ليبين فيها المشاكل التي رآها بتفسير كوبنهاغن وتأثير الوعي الإنساني في عملية الرصد والقياس الفيزيائي خصوصا في الحالات الكمومية. العلبة تحتوي ذرة متفككة، في حال أصدرت الذرة جسيما باتجاه عداد غايغر ينطلق سم سيانيد قاتلا القطة، الاتجاه المعاكس لا يقتل القطة. بدون الاستعانة برصد بشري مباشر تكون حالة الذرة المتفككة عبارة عن دالة موجية باحتمال 50 % إطلاق جسيم بالاتجاه القاتل و 50 % بالاتجاه غير القاتل أي أن حالة القطة هي حالة مركبة من الموت والحياة.

قطة شرودنجر

قطة شرودنغر مفهوم قدمه الفيزيائي النظري النمساوي إروين شرودنغر، ليشرح من خلاله تصوراً مختلفاً عن تفسير كوبنهاغن في ميكانيكا الكم وتطبيقاتها اليومية.

## التجربة
تخيل شرودنغر تجربة ذهنية تم فيها حبس قطة داخل صندوق مزود بغطاء، وكان مع القطة عداد غايغر وكمية ضئيلة من مادة مشعة بحيث يكون احتمال تحلل ذرة واحدة خلال ساعة ممكنا. إذا تحللت الذرة فإن عداد غايغر سوف يطرق مطرقة تكسر بدورها زجاجة تحتوي حامض الهدروسيانيك الذي يسيل ويقتل القطة فوراً. والآن يقف المشاهد أمام الصندوق المغلق ويريد معرفة، هل إن القطة حية أم ميتة ؟ (من وجهة نظر ميكانيكا الكم، توجد القطة بعد مرور الساعة في حالة مركبة من الحياة والموت). وعندما يفتح المشاهد الصندوق يرى القطة إما ميتة أو حية وهذا ما نتوقعه في حياتنا اليومية، ولا نعرف حالة تراكب بين الحياة والموت.

## ميكانيكا الكم
تنطبق ميكانيكا الكم فقط على الجسيمات الأولية والذرات، وهي تصف هذا العالم الصغير بدقة لم تستطعها الميكانيكا الكلاسيكية التي كانت معروفة قبل اكتشاف ميكانيكا الكم عام 1923 - 1929. وتعتمد ميكانيكا الكم على وصف الجسيمات وحركتها بدوال موجية. ولدراسة نظام يحتوي على جسمين أو ثلاث، تفترض ميكانيكا الكم دوالا مختلفة لحالات يمكن للنظام أن يتخذها. وتفترض أن تلك الدوال الموجية عبارة عن تراكب مجموع الدوال الموجية لجسيمات النظام. وتعبر عن الحالات التي يمكن للنظام اتخاذها باحتمال تواجد كل منها. وتعرض هذا المنطلق لميكانيكا الكم لنقد كبير وقت ابتكار النظرية، ولا نعرف تماما عما إذا كان شرودنجر يريد بيان انطباق ميكانيكا الكم أيضا على الأجسام الكبيرة (القطة) بفكرته هذه، أم أراد القول بعكس ذلك.
فبتطبيق ميكانيكا الكم على نظام يجمع الذرة(جسيم صغير) والقطة (جسم كبير) تفترض ميكانيكا الكم تراكب موجتين : الأولى (الذرة لا تتحلل /القطة حية) والدالة الموجية للحالة الأخرى (الذرة تتحلل /القطة ميتة). وتقول أنه في لحظة فتح الصندوق والمشاهدة تنخزل تلك الحالة المتراكبة فورا، فنرى القطة إما حية أو ميتة.

## آراء العلماء
- من العلماء الذين رفضوا ميكانيكا الكم وحلولها التي تنتج احتمالات كان أينشتاين الذي أعطى مثالا آخرا في هذا الصدد. وتساءل عن الدالة الموجية التي من المفروض أن تصف منظومة حفنة من البارود بأنها في حالتي تراكب متساويتين، أحداهما البارود السليم والأخرى الانفجار، وكيف يمكن لهذين أن يجتمعا في تراكب واحد ؟ وظل أينشتاين حتى وفاته يرفض ميكانيكا الكم.
- ولكن كما قلنا أعلاه لم تستطع الميكانيكا الكلاسيكية حل معضلة تركيب الذرة واستطاعت ميكانيكا الكم ذلك، وفسرت ميكانيكا الكم الطيف الصادر عن الهيدروجين تفسيرا كاملا لم تستطعه أية نظرية أخرى. ولا يقتصر نجاح ميكانيكا الكم فقط على تفسير الذرة بل أيضا تفسير تركيب الجزيئات والنشاط الإشعاعي وتحلل ألفا وتحلل بيتا وظاهرة الموصلات الفائقة.
- ويروى عن ستيفن هوكينغ أنه قال :«إذا جاء إليّّ أحد وأراد ذكر قطة شرودنجر فسأرفع عليه بندقيتي !!».

موضوع التراكب معروف بالنسبة للذرات، أما بالنسبة للقطة، فإذا نظر ملاحظ خارجي إلى الصندوق بعد انقضاء الساعة فإنه سيجد إحدى النتيجتين: القطة ميتة، أو حية.
لا توجد ملاحظة فيزيائية لجسم كبير معروفة تناظر حالة التراكب، أي أن حالة التراكب ليست حالة مميزة أو ذاتية لأي كمية واقعية يمكن تخيلها ورصدها.ذلك أن الملاحظ لا يستطيع سوى التفريق بين حياة أو موت القطة.

## اقرأ أيضا
- مبدأ الارتياب
- دالة موجية
- معادلة شرودنجر
- إرفين شرودنغر
- عالم الكم